# Жена против секретарши
«Жена против секретарши» (англ. Wife vs. Secretary) — американская чёрно-белая романтическая кинокомедия 1936 года с Кларком Гейблом, Джин Харлоу и Мирной Лой в главных ролях.

## Сюжет
После трёх лет брака издатель Ван Стэнхоуп и его жена Линда по-прежнему страстно влюблены друг в друга. Несмотря на это мать Вана, Мими Стэнхоуп, полагает, что секретарша сына Хелен Уилсон — чересчур привлекательная особа и ставит под угрозу его верность жене. Друзья Стэнхоупов придерживаются того же мнения, что и Мими, но Линда доверяет супругу и предпочитает не обращать внимания на глупые сплетни.
Хотя отношения между Ваном и Хелен и в самом деле являются сугубо деловыми, пылкая преданность Хелен своему боссу настораживает её жениха Дейва. Он настаивает, чтобы после свадьбы Хелен уволилась, но та отвечает отказом, а затем ещё больше погружается в работу, помогая Вану провернуть выгодную сделку о покупке популярного еженедельника у печатного магната Андервуда. Так как помимо Вана на еженедельник претендует конкурирующее издательство, приготовления ведутся в секрете от всех — и в том числе даже от Линды.
Услышав на вечеринке очередные сплетни о Ване и его секретарше, Линда впервые ревнует мужа и просит его перевести Хелен на другую должность. Супруги ссорятся, но тем же вечером им удаётся помириться. Далее Ван отбывает в Гавану на финальную встречу с Андервудом. Чтобы сделка не сорвалась, встреча должна пройти в обстановке строжайшей секретности, и потому Ван оставляет жену дома и берёт с собой только свою верную помощницу Хелен. Они трудятся над документами круглые сутки, а после оформления сделки наедине празднуют свою победу. На мгновение между ними вспыхивает взаимное влечение, но Вану удаётся удержаться от соблазна.
По роковому стечению обстоятельств именно в этот момент ему звонит Линда, но так как трубку берёт Хелен, она предполагает, что случилось самое худшее. По возвращении Вана Линда отказывается выслушать его объяснения и подает на развод. Ван безуспешно пытается образумить её и затем со злости приглашает секретаршу поехать с ним на Бермуды. К тому времени в сердце Хелен зародилась любовь к боссу, но — как ни велико искушение принять его приглашение — она понимает, что Ван может быть счастлив только с женой. Хелен отправляется к Линде и застает её за приготовлениями к путешествию в Европу. Хелен убеждает её, что нужно быть круглой дурой, чтобы бросить такого мужчину, как Ван. Линда прислушивается к её словам и принимает Вана обратно, а Хелен в свою очередь воссоединяется с Дейвом.

## В ролях
- Кларк Гейбл — Ван Стэнхоуп
- Джин Харлоу — Хелен Уилсон
- Мирна Лой — Линда Стэнхоуп
- Мэй Робсон — Мими Стэнхоуп
- Джеймс Стюарт — Дейв
- Джордж Барбье — Андервуд
- Хобарт Кавано — Джо
- Джон Куолен — мистер Дженкинс
- Марджори Гейтсон — Ив Мерритт

В титрах не указаны
- Айлин Прингл — миссис Энн Баркер
- Джек Малхолл — Говард
- Беатрис Робертс — массовка